# Phygadeuon gloriator
Phygadeuon gloriator är en stekelart som beskrevs av Schiodte 1839. Phygadeuon gloriator ingår i släktet Phygadeuon och familjen brokparasitsteklar. Inga underarter finns listade i Catalogue of Life.